# Нікомаха
Нікомаха (дав.-гр. Νικομάχη; нар. бл. 480 до н. е.) — давньогрецька аристократка, дочка афінського полководця Фемістокла від другого шлюбу. Дружина свого двоюрідного брата Фрасікла.

## Життєпис

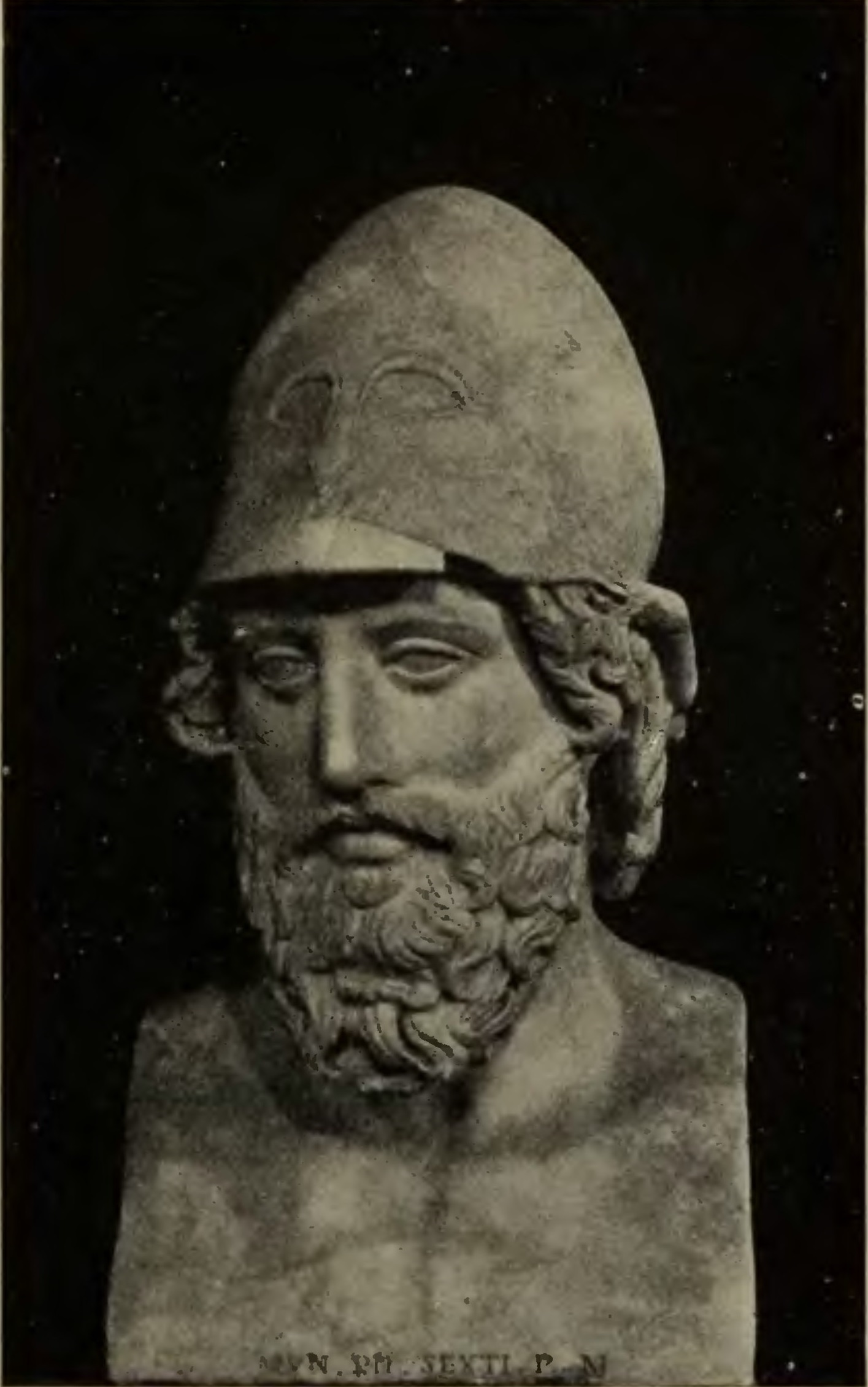
Погруддя Фемістокла, батька Нікомахи

Нікомаха була дочкою афінського політика й полководця Фемістокла та його другої дружини. Її батько походив зі знатного жрецького роду Лікомідів, представники якого вели своє походження від героя Ліка. Ім'я матері невідоме, але дослідник Роберт Літтман припускав що вона була епіклерою, тобто єдиною дочкою-спадкоємницею. Історикиня Саллі Хамфріс зазначила, що ім'я Нікомахи значить «Перемагаюча у битві» і вважала його політично мотивованим. Скоріш за все, дівчина отримала ім'я на честь перемог греків над персами у 480 до н. е. і народилася незабаром після них, коли її батько був у зениті своєї політичної кар'єри.
Фемістокл був одним із найвпливовіших політиків Афін свого часу. Однак, унаслідок політичної боротьби, приблизно у 470 році до н. е. його вигнали з міста за допомогою остракізму. Через три роки, влада полісу проговорила його до смерті, однак, вигнанцю з родиною вдалося знайти притулок у Державі Ахеменідів. Перський цар не тільки дозволив Фемістоклу зостатися у своїй державі, але й передав йому в управління міста Лампсак, Магнесію-на-Меандрі, Міунт, Перкоту та Палескепсіс. Ігор Суріков відмітив, що всі ці міста, крім Магнесії, перси вже не контролювали і їх передача вигнанцю була просто символічним жестом. Фемістокл фактично правив, у якості васального тирана, лише Магнесією-на-Меандрі, де карбував власну монету.
Згідно Плутарху, у Фемістокла було десять дітей, п'ять хлопчиків та п'ять дівчат. Нікомаха була дочкою від другого шлюбу, в якому народилися ще дві дівчинки — Мнесиптолема та Асія. Так як сестри не мали повнорідних братів, то всі вони стали спадкоємицями своєї матері. Нікомаха залишалася неодруженою за життя свого батька, після смерті Фемістокла до Магнесії-на-Меандрі приїхав його небіж Фрасікл який уклав шлюб з Нікомахою, він же виховав її молодшу сестру — Асію. Старша з сестер — Мнесиптолема одружилася з Археполідом — сином Фемістокла від першого шлюбу, афінські закони дозволяли шлюб між дітьми від різних матерів. Ці ендогамні шлюби пояснювалися намаганням родичів Фемістокла зберегти статки, успадковані дочками другої дружини, всередині родини.

### Коментар
1. ↑  За різними версіями, це міг бути Ксеркс I або вже його син Артаксеркс I.
2. ↑  Ігор Суриков висловлював сумнів у достовірності відомостей про передачу двох останніх міст, так як про них йдеться тільки в роботі Плутарха з посиланням на раньоелліністичних авторів — Фанія Ереського та Неанфа Кізікського.
3. ↑  На думку дослідника Пітера Бікнелла, він був сином молодшого брата Фемістокла — Менона, ім'я якого відоме з одного остракона з Керамікоса[6].